# ブレダ (オランダ)
ブレダ、ブレダー（Breda [breːˈdaː] ( 音声ファイル)）は、オランダの北ブラバント州にある基礎自治体（ヘメーンテ）。ロッテルダムの南南東50kmに位置する、オランダ南部の主要都市である。

## 概要

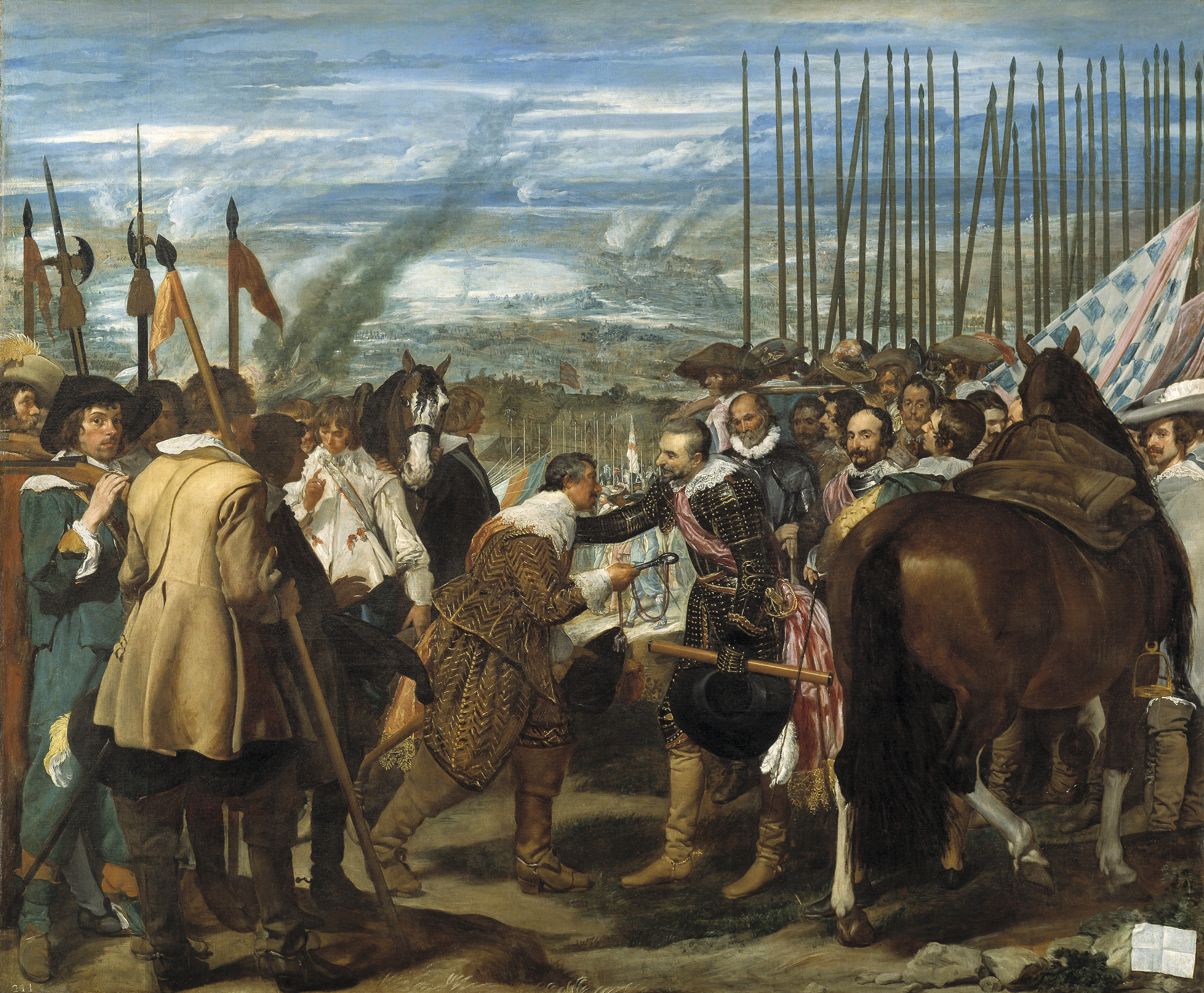
『ブレダの開城』（ベラスケス作）

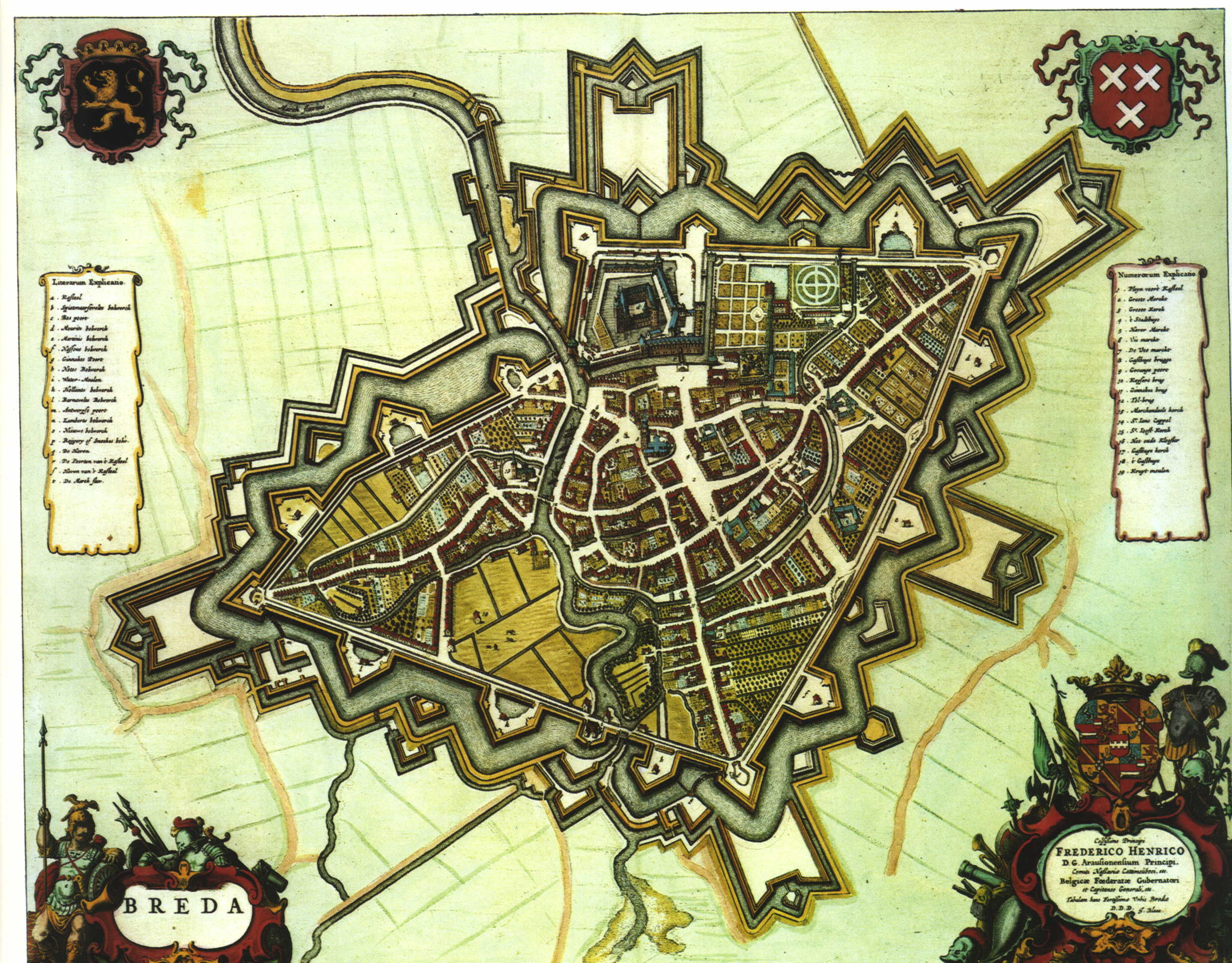
1652年の地図

11世紀ごろ、ブレダは神聖ローマ帝国の直轄領であった。1252年に都市権を得た後、レンガ製の城壁とローマ様式の門の建設を許された。1327年にブラバント公ヤン3世がこの地の領有権を得た。1350年には領有権はポラネン領主ヤン2世に譲渡され、ヤン2世の領地を相続した娘ヨハンナと結婚したナッサウ家のエンゲルベルト1世に引き継がれた。こうしてブレダは後に、オランダ独立の父と慕われるオラニエ公ウィレム1世を輩出したオラニエ＝ナッサウ家の所領となることになった。15世紀になって町は急速に発展した。このころ97mの塔を持つ、ブラバント・ゴシック様式の大教会（聖母教会）が建てられた。1534年、ヘンドリック3世（ウィレム1世の伯父）は市壁を大規模に改修し、オランダで最も難攻不落の都市と言われる城塞都市となった。同じ頃、この街にはたくさんの貴族が邸宅を構えるようになり、アルプス以北で初めてルネッサンス様式の宮殿が建てられた。また、同じ1534年には大火災が街を襲い、1300棟の建物が焼け落ちた。焼け残ったのはたったの150棟だったといわれる。
1568年から1648年にかけての八十年戦争ではスペイン軍に2度にわたり蹂躙されるが、1637年にオラニエ公フレデリック・ヘンドリックによって解放される。特に1624年から1625年にかけてスペイン軍がこの町を包囲した戦いは有名であり、攻城戦を指揮したアンブロジオ・スピノラにブレダ守備隊の司令官であったユスティヌス・ファン・ナッサウ（Justinus van Nassau, オラニエ公ウィレム1世の庶子）が城門の鍵を渡して降伏する場面が、ディエゴ・ベラスケスの名画『ブレダの開城』に描かれている。その後、1648年のヴェストファーレン条約で正式にネーデルラント連邦共和国に加わった。
清教徒革命でオリバー・クロムウェルの革命軍に敗れたイングランド王チャールズ2世が大陸に逃れ、この街で王政復古に向けて「ブレダ宣言」（1660年）を行った。また、1667年には第二次英蘭戦争を終結させたブレダの和約がこの街で取り交わされ、ネーデルラントはニュー・アムステルダム（現在のニューヨーク）を含む北米の植民地をイングランドに割譲した。

## 経済

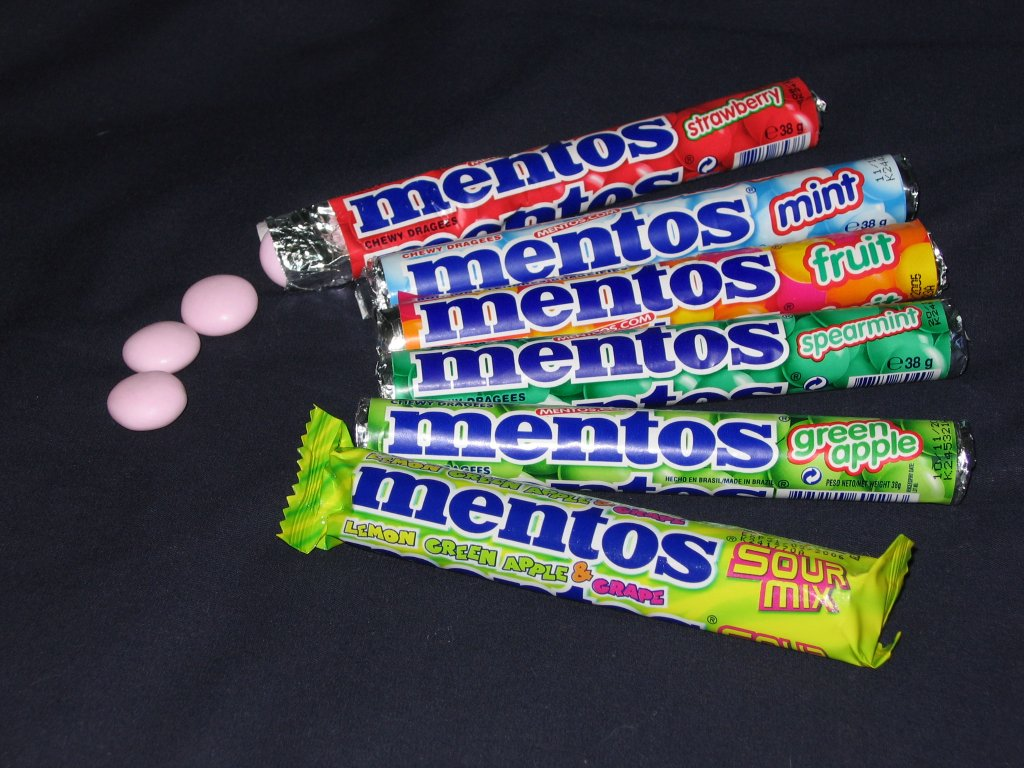
メントス

ブレダの主要産業は流通産業や食品産業等である。日本ではメントスやフリスクの製造元として知られるペルフェティ・ファン・メレはこの街に本拠を置いている。また、精糖産業も盛んである。レッフェ (Leffe) で知られるビール醸造会社Interbrew社が2004年にこの街にあった工場を閉めるなど、食品産業が経済に占める割合は徐々に小さくなっている。

## 交通
道路
高速道路A16, A27, A58, A59が自治体を通過している。
鉄道
オランダ鉄道のブレダ駅が、ロッテルダムとスヘルトーヘンボスを結ぶ幹線鉄道路線上にある。2009年にはオランダ南高速線が開通して、アムステルダムとブリュッセルを結ぶ高速鉄道がこの駅に停車する予定である（2008年末現在、試運転中）。現在、ブレダ駅を出発する主な列車は、ロッテルダム中央駅経由デン・ハーグ中央駅行きインターシティが1時間に2本、ロッテルダム中央駅経由アムステルダム中央駅行き快速 (Sneltrein) が1時間に1本、ズヴォレ行きインターシティが1時間に2本、アイントホーフェン方面行きインターシティが1時間に1本運行されている。たとえば、アムステルダム中央駅までは1時間40分から2時間かかる。
バス
ベルギーとの国境線上にある町バールレ＝ナッサウ方面行きのバス（132系統）が1時間に1本運行されている。
空港
ブレダ国際空港が街の中心部からおよそ15キロ西に離れた場所に位置する。一般航空用の空港である。旧名はセッペ（Seppe）空港。セッペ空飛ぶ博物館（Vliegend Museum Seppe）と呼ばれる航空博物館あり。

## 姉妹都市
- ディレンブルク、ドイツ
- ヴロツワフ、ポーランド
- ブリュッセル、ベルギー
- オランジュ、フランス